# Валентен Мадуа
Валентен Мадуа (фр. Valentin Madouas; Брест, 13. јул 1996) француски је професионални бициклиста који тренутно вози за  ворлд тур тим — Групама—ФДЈ. Освојио је по једном Бретање класик, првенство Француске у друмској вожњи и сребрну медаљу на Олимпијским играма у друмској вожњи.
Каријеру је почео 2018. и исте године освојио је Париз—Бурж класик, а 2019. је возио своју прву гранд тур трку — Ђиро д’Италију. Године 2020. возио је Тур де Франс по први пут, док је 2021. освојио класик Полинорманд. Године 2022. освојио је брдску класификацију на Париз—Ници, завршио је Ронде ван Фландерен на трећем мјесту и завршио је Тур де Франс на десетом мјесту.
Године 2023. освојио је Бретање класик и првенство Француске у друмској вожњи и завршио је Страде Бјанке на другом мјесту, док је 2024. освојио сребрну медаљу на Олимпијским играма у друмској вожњи.

## Дјетињство и јуниорска каријера
Рођен је 12. јула 1996. у Бресту, а одрастао је у Гуенуу. Његов отац Лоран Мадуа бивши је бициклиста који се такмичио у периоду од 1989. до 2001. године и возио је на Тур де Франсу. У дјетињству се бавио бициклизмом али и другим спортовима као што су џудо, пливање и триатлон. Када је имао девет година, упознао је Давида Годуа током регионалне трке и постали су ривали у млађим категоријама. Године 2012. прешао је у тим Бик 2000, чији је један од оснивача био његов дједа по мајци. Током 2012. такмичећи се у категорији кадета, освојио је у двије дисциплине првенство Француске на писти, као и првенство Бретање у вожњи на хронометар. Године 2014. прешао је да се такмичи у конкуренцији јуниора, гдје је током прве сезоне освојио двије сребрне медаље на Европском првенству на писти, у дохватној вожњи индивидуално и екипно, а остварио је укупно седам побједа. Током друге сезоне у јуниорима постао је лидер тима.
Године 2016. освојио је првенство Француске за аматере, а у августу је изабран у француски тим за Тур де л’Ен трку, гдје су поред њега возили још Году и Орелин Паре Пентре. Крајем августа изабран је у француски тим за Тур де л’Авенир трку, гдје је радио за Годуа који је освојио. У октобру 2016. године часопис L'Équipe је објавио да ће почети професионалну каријеру 2018. у тиму ФДЈ. У јануару 2017. тренирао је са тимом ФДЈ, након чега је прешао у Нант Атлантик.
Током 2017. остварио је етапне побједе на тркама Спортбеж, Тур ди Кантон де л’Естуер и Есор Бретонје, а завршио је на другом мјесту на трци Манш—Атлантик, седмом на Париз—Рубеу за јуниоре и на осмом на трци Ронде де л’Исар. На љето је прешао у тим ФДЈ као стажер, у исто вријеме као Бруно Армираил, а до краја сезоне завршио је Тур ди Дубс на осмом мјесту. Дана 14. септембра, објављено је да је потписао двогодишњи уговор са тимом ФДЈ и да постаје професионалац од сезоне 2018.

## Професионална каријера

### 2018.
На својој првој трци као професионалац, завршио је Гран при ла Марсељеза на седмом мјесту, четири секунде иза Александера Женијеа. Тур ди От Вар завршио је на четвртом мјесту у генералном пласману и освојио је класификацију за најбољег младог возача, након чега је возио Страде Бјанке, своју прву ворлд тур трку, гдје је био у бијегу, а након што је достигнут отпао је од групе и завршио је на 20 мјесту, преко пет минута иза Тиша Бенота. Средином марта возио је три класика у Француској за недељу дана, Гран при де Денен је завршио на 19 мјесту, Класик Лоар Атлантик на 36, а Шоле—пес де ла Лоар на 26 мјесту. Почетком априла возио је Вуелту ал Паис Баско, коју је завршио на 33 мјесту у генералном пласману, 18 минута иза Приможа Роглича, а три дана касније завршио је Париз—Камемберт на другом мјесту, 21 секунду иза Лилијана Калмежана, одспринтавши Андреа Вендрамеа.
У јуну је возио Руте д’Окитаније трку, коју је завршио на осмом мјесту у генералном пласману, минут и 50 секунди иза Алехандра Валвердеа и освојио је класификацију за најбољег младог возача. У августу је Бинкбанк тур завршио на 25 мјесту у генералном пласману, скоро два минута иза Матеја Мохорича, након чега је Бретање класик завршио на осмом мјесту, минута и 17 секунди иза Оливера Насена. Дан после класика, објављено је да ће бити дио француског тима на Свјетском првенству у Инзбруку. У септембру је завршио на 12 мјесту Гран при сајклисте де Монтреал, у групи коју је одспринтао Мајкл Метјуз, након чега је Гран при Изберг завршио на шестом мјесту, 29 секунди иза Филипа Жилбера. Возио је друмску трку за возаче до 23 на Свјетском првенству године и завршио је на 27 мјесту, скоро пет минута иза Марка Иршија. Дана 4. октобра возио је Париз—Бурж класик, гдје је напао на 2 km до циља и побиједио у фото финишу испред Брајана Кокара и Кристофа Лапорта, чиме је остварио прву побједу у каријери. Три дана касније возио је Париз—Тур, који је завршио на петом мјесту, у групи која је дошла на циљ минут и 14 секунди иза Серена Краг Андерсена.

### 2019.
Сезону 2019. почео је на Етоил де Бесеж трци, коју је завршио на осмом мјесту у генералном пласману, 43 секунде иза Лапорта и освојио је класификацију за најбољег младог возача. Дана 2. марта завршио је Класик де л’Ардеш на другом мјесту, одспринтавши групу која је дошла на циљ четири секунде иза Калмежана, а дан касније завршио је Дром класик на другом мјесту, три секунде иза Алексиса Виљермоа. Средином марта возио је по први пут Париз—Ницу, коју је завршио на 11 мјесту у генералном пласману, четири минута иза Егана Бернала. Сезону је наставио на Вуелти ал Паис Баско, гдје је другу етапу завршио на петом мјесту, у групи која је дошла секунду иза Жилијена Алафилипа, а трку је завршио на 17 мјесту у генералном пласману, седам минута иза Јона Изагиреа. Дана 21. априла возио је Амстел голд рејс, гдје је Алафилип напао на 36 km до циља, што је пратио само Јакоб Фуглсанг, а затим су за њима кренули Мајкл Вудс, Михал Квјатковски и Матео Трентин. У финишу је напао Метју ван дер Пул, што су пратили Мадуа, Бауке Молема и Сајмон Кларк; достигли су Алафилипа и Фуглсанга у последњих 300 метара када је Ван дер Пул почео да спринта и побиједио је, док је Мадуа завршио на осмом мјесту.
У мају је возио своју прву гранд тур трку — Ђиро д’Италију, гдје је током прве недеље двије етапе завршио у првих десет, шесту етапу на седмом мјесту, 54 секунде иза Фауста Маснаде и седму етапу на деветом мјесту, одспринтавши велику групу која је дошла на циљ минут и седам секунди иза Билбаоа. Током првог дана одмора продужио је уговор са тимом до 2021. На етапи 20 је био у бијегу али је достигнут на 4 km до циља и етапу је завршио на осмом мјесту, 25 секунди иза Пеља Билбаоа. Хронометар на последњој, етапи 21, завршио је на 72 мјесту, два минута иза Чада Хаге и трку је завршио на 13 мјесту у генералном пласману, 22 минута иза Ричарда Карапаза. Крајем јуна возио је Руте д’Окитаније трку, коју је завршио на 11 мјесту у генералном пласману, два минута и 45 секунди иза Валвердеа. Недељу дана касније, друмску трку на првенству Француске завршио је на петом мјесту у спринту прве групе, у коме је побиједио Ворен Барги.
Дана 3. августа возио је Класик Сан Себастијан, гдје је завршио на 21 мјесту, у мањој групи која је дошла на циљ минут и 15 секунди иза Ремка Евенепула. Десет дана касније стартовао је Бинкбанк тур, који је завршио на 38 мјесту у генералном пласману, 11 минута иза Лауренса де Плуса. Почетком септембра возио је Бретање класик, који је завршио на 24 мјесту, 47 секунди иза Сепа Ванмаркеа. Гран при сајклисте де Квебек завршио је такође на 24 мјесту, у групи коју је одспринтао Метјуз, а Гран при сајклисте де Монтреал завршио је 50 секунди иза Грега ван Авермата. До краја сезоне возио је класике у Италији, завршивши Тре вали Варезине на 55 мјесту, преко седам минута иза Роглича, Милано—Торино на 56 мјесту, шест и по минута иза Вудса, а Ђиро ди Ломбардију на 97 мјесту, 20 минута иза Молеме.

### 2020.
Сезону 2020. почео је на класику Гран при ла Марсељеза, гдје је завршио на другом мјесту у спринту четворочлане групе, иза Беное Коснефрое. Три дана касније стартовао је Етоил де Бесеж трку, коју је завршио на 11 мјесту у генералном пласману, два минута и 21 секунду иза Коснефрое. Возио је Фон—Ардеше почетком марта, гдје је пао и сломио вилицу, због чега је морао да напусти трку и да пропусти Париз—Ницу коју је требало да вози. Због пандемије ковида 19 у марту је прекинута читава сезона у бициклизму, а трке су или одложене или отказане.
Након што је сезона настављена, у августу је возио Ла руте д’Окитаније трку, коју је завршио на 14 мјесту у генералном пласману, скоро три минута иза Бернала. Два дана касније возио је Мон Ванту денивеле челенџ, који је завршио на десетом мјесту, два и по минута иза Александра Власова. Друмску трку на националном првенству завршио је на осмом мјесту, у групи која је дошла на циљ пет секунди иза тројице возача које је одспринтао Арно Демар и освојио првенство. Дана 29. августа стартовао је Тур де Франс, који је возио по први пут у каријери. Радио је за Тиба Пиноа, који је изгубио доста времена на деветој етапи, након чега је Мадуа отишао у бијег на етапи 13, коју је завршио на четвртом мјесту, минут и по иза Данијела Мартинеза. Тур је завршио на 27 мјесту у генералном пласману, скоро два сата иза Тадеја Погачара и на трећем мјесту у класификацији за најбољег младог возача, иза Погачара и Енрика Маса. На дан завршетка Тур де Франса, изабран је у француски тим за друмску трку на Свјетском првенству, о чему је Томас Воклер, селектор тима, изјавио да ће бити један од најбитнијих возача за Алафилипа. Алафилип је освојио Свјетско првенство, а Мадуа је завршио на 34 мјесту, пет минута иза.
Дана 30. септембра возио је Флеш Валон, коју је завршио на 11 мјесту, десет секунди иза Иршија. Пет дана касније возио је Лијеж—Бастоњ—Лијеж, који је завршио на 25 мјесту, 58 секунди иза Роглича који је побиједио у спринту прве групе. Сезону је наставио на Париз—Тур класику, гдје је завршио на четвртом мјесту, у групи од пет возача који су дошли на циљ 30 секунди иза Каспера Педерсена и Коснефрое, изгубивши у спринту од Јориса Ниувенхојса. Недељу дана касније возио је Ронде ван Фландерен, гдје је завршио на 14 мјесту, у групи која је дошла на циљ осам секунди иза Ван дер Пула и Ван Арта, који су напали заједно са Алафилипом на око 40  до циља. На крају сезоне возио је Дридагсе Бриж—Де Пан класик, који није завршио.

### 2021.
У јануару 2021. године продужио је уговор са тимом до 2024. а Пино и менаџер тима — Марк Мадио истакли су да ће он бити лидер тима у будућности. Мадуа је изјавио да ће му требати двије до три сезоне да додатно напредује, као и да ће му циљ током сезоне бити класици, а да покушава да тачно дефинише свој профил бициклисте. Сезону је почео на трци Тур де Алпс маритимес ет ди Вар, гдје је прву етапу завршио на трећем мјесту, у групи која је дошла на циљ секунду иза Молеме. На другој етапи, Вудс је напао на успону на 400 метара до циља, што Мадуа није могао да прати и завршио је у групи која је дошла 13 секунди иза. На последњој, трећој етапи, Ђанлука Брамбила је побиједио из бијега, док је Мадуа завршио на петом мјесту, 13 секунди иза и трку је завршио на седмом мјесту у генералном пласману, 13 секунди иза Брамбиле. Почетком марта возио је Трофео Лајгвеља, који је завршио на 12 мјесту, минут иза Молеме, а три дана касније возио је Страде Бјанке, гдје је завршио на 21 мјесту, шест и по минута иза Ван дер Пула. У априлу, завршио је Ронде ван Фландерен на 39 мјесту, преко два минута иза Каспера Асгрена, Брабантсе пајл на 14 мјесту, у групи која је дошла на циљ 48 секунди иза Тома Пидкока, као и Амстел голд рејс на 27 мјесту, у групи која је дошла на циљ три секунде иза прве групе од три возача, у којој је Ван Арт побиједио Пидкока у фото финишу. Два дана касније Флеш Валон је завршио на 86 мјесту, након чега је изјавио да је у негативној фази због неуспјеха у губитку килаже, као и због бројних разочарења након падова и механичких проблема које је имао на почетку сезоне. На Лијеж—Бастоњ—Лијежу радио је за Годуа и завршио је на 83 мјесту, док је Году завршио на трећем.
У јуну је возио Критеријум ди Дофине, гдје је био у бијегу на последњој, осмој етапи, а након што је достигнут завршио је четири минута иза Марка Падуна и завршио је на 34 мјесту у генералном пласману, 28 минута иза Ричија Порта. Првенство Француске у друмској вожњи завршио је на седмом мјесту, минут иза Ремија Кавање, дошавши на циљ заједно са Гијомом Мартеном. Сезону је наставио на Тур де Франсу, гдје је радио за Годуа, а на етапи 14 је отишао у бијег и завршио је на 12 мјесту, три и по минута иза Молеме који је остварио соло побједу. На етапи 15 је отишао поново у бијег, одакле је отпао послије више од 150 km и завршио је преко осам минута иза Сепа Куса. Тур је завршио на 42 мјесту у генералном пласману, преко два сата иза Погачара. Дана 15. октобра возио је Полинорманд класик, гдје је отишао у бијег заједно са још девет возача. У последња два од укупно 12 кругова колико је вожено, у бијегу је остало шест возача, а на успону у последњем кругу Мадуа је напао, што су пратили Коснефроа и Ентони Перез. Стигли су заједно на циљ и у спринту је побиједио Мадуа, остваривши прву побједу након 2018. Два дана касније стартовао је Тур ди Лимузен, гдје је последњу, четврту етапу, завршио на трећем мјесту у спринту, а трку је завршио на 12 мјесту у генералном пласману, 47 секунди иза Баргија. Крајем августа возио је Бретање класик, гдје је завршио на осмом мјесту, 13 секунди иза Коснефрое и Алафилипа који су напали на 50 km до циља. Дана 4. септембра возио је Тур ди Жира класик, гдје је био дио четворочлане групе која је дошла заједно на циљ и у спринту је завршио на трећем мјесту, иза Коснефрое и Симонеа Веласка, а испред Наира Кинтане. Дан касније завршио је Тур ди Добс на петом мјесту у спринту, у којем је побиједио Доријан Годон. Изабран је у састав тима за Свјетско првенство заједно са Алафилипом и Коснефроом, а он и Алафилип били су једини у тиму који су учествовали и на првенству 2020. На првенству, Алафилип је напао у последњих 50 километара и одвојила се група од десетак возача, у којој је био и Мадуа. Он је отпао након што је Алафилип поново напао на 26 km до циља и завршио је на 13 мјесту, последњем у групи која је дошла на циљ минут и 18 секунди иза Алафилипа, заједно са Ван дер Пулом и Ван Артом. Послије трке изјавио је да је срећан што је помогао Алафилипу да освоји првенство два пута, али да би волио да га и сам освоји једног дана.
Дана 1. октобра возио је Руте Аделе де Витре класик, који је завршио на 32 мјесту, у групи која је дошла на циљ 14 секунди иза Арвида де Клејна. Дан касније завршио је Лоар Атлантик класик на другом мјесту, изгубивши у спринту од Алана Риуа. На крају сезоне завршио је Букле де л’Олне на другом мјесту, побиједивши у спринту у групи која је дошла на циљ 36 секунди иза Стана Девулфа.

### 2022.
Сезону је почео на Тур де Алпс маритимес ет ди Вар, гдје је другу  етапу завршио на трећем мјесту, 25 секунди иза Тима Веленса и Кинтане. Последњу, трећу етапу, завршио је преко два минута иза Кинтане и трку је завршио на четвртом мјесту у генералном пласману, два минута и 50 секунди иза Кинтане. Недељу дана касније морао је да одустане од учешћа на Дром класику јер је био позитиван на ковид 19. Почетком марта возио је Париз—Ницу, гдје је био у бијегу на петој етапи, али је отпао када је Брендон Макналти напао и завршио је на седмом мјесту, пет минута иза Макналтија, а захваљујући броју бодова које је узео на брдским циљевима, преузео је тачкасту мајицу, за лидера брдске класификације, осам бодова испред Харма Ванхукеа. На шестој етапи је поново био у бијегу, узео је бодове на брдским циљевима и повећао предност на 24 бода испред Ванхукеа. До краја је сачувао предност и освојио је класификацију 20 бодове испред Ван Арта, што му је била прва освојена класификација на некој ворлд тур трци.
Дана 25. марта возио је Е3 Саксо банк класик, гдје је Ван Арт напао на 80 km до циља, заједно са Лапортом и Бенотом, а пратили су их Јаспер Стојвен, Асгрен, Мохорич и Стефан Кинг и достигли су бјегунце. Њима се придружило још десет возача на око 60 km до циља, међу којима је био и Мадуа. На 42  до циља, Ван Арт је поново напао на успону Патеберг, што је пратио само Лапорт и стекли су предност. Из групе је напао Кинг у финишу и завршио на трећем мјесту, док је Мадуа завршио на седмом, у спринту групе која је дошла на циљ минут и 36 секунди иза Ван Арта и Лапорта. Пет дана касније возио је Дварс дор Фландерен, гдје је Ван дер Пул напао на 68 km до циља, заједно са још седам возача. Мадуа је касније напао из групе заједно са Погачарем и Јаном Тратником, завршивши заједно са њима, преко два минута иза Ван дер Пула. Дана 3. априла возио је Ронде ван Фландерен, гдје је на другом прелазу преко успона Ауде кваремонт, на 54 km до циља Погачар напао и одвојила се група од 12 возача, али их је достигла већа група. На 44 km до циља, Погачар је поново напао, што је први пратио Мадуа, а затим Ван дер Пул, Дилан ван Барле и Дилан Тунс. Погачар је поново напао на трећем и последњем прелазу преко успона Ауде кваремонт, на 17 km до циља, што је пратио само Ван дер Пул, док су Мадуа и Ван Барле остали иза. У последњем километру, Погачар је одбио да изађе на чело, Ван дер Пул је успорио и достигли су их Мадуа и Ван Барле, а у спринту је завршио на трећем мјесту, иза Ван дер Пула и Ван Барлеа, што му је био први подијум на неком монументалном класику у каријери. Недељу дана касније  возио је Амстел голд рејс, гдје је Бенот напао у последњих 50 километара и одвојила се група од 11 возача, што није пратио Мадуа и завршио је на 14 мјесту, минут и 43 секунде иза Михала Квјатковског који је побиједио Коснефроу у фото финишу. Сезону је наставио на Париз—Рубеу, гдје је завршио на 34 мјесту, скоро пет минута иза Ван Барлеа. Недељу дана послије Париз—Рубеа возио је Лијеж—Бастоњ—Лијеж, гдје је Евенепул напао на успону Коте де ла Редут, на 30 km до циља, што нико није могао да прати. Мадуа је отпао и од других возача и завршио је на 33 мјесту, два и по минута иза Евенепула.
У јуну је возио Критеријум ди Дофине, који је завршио на 45 мјесту у генералном пласману, 25 минута иза Роглича, а два дана након завршетка трке, возио је Мон Ванту денивеле челенџ, који је завршио на 12 мјесту, четири и по минута иза Рубена Гереира. У јулу је возио Тур де Франс, гдје је радио за Годуа. На етапи 16 је отишао у бијег, гдје је Иго Ул напао на спусту са претпоследњег успона и стекао предност. Иза њега су ишли Вудс и Матео Јоргенсен, који је пао, а Мадуа је у финишу достигао Вудса и завршио је на другом мјесту, минут и десет секунди иза Ула. На етапи 18 је поново отишао у бијег, а након што га је група достигла, отпао је и завршио је скоро шест минута иза Јонаса Вингегора. Тур је завршио на 11 мјесту, 36 минута иза Вингегора, али му је касније додијељено десето мјесто јер су шестопласираном Кинтани поништени резултати због допинга и по први пут у каријери је завршио неку гранд тур трку у првих десет. Средином августа возио је Тур ди Лимузен трку, коју је завршио на четвртом мјесту у генералном пласману, 19 секунди иза Алекса Аранбуруа и освојио је брдску класификацију.
Дана 23. августа возио је класик Егмонт сајклинг рејс, који је завршио на 53 мјесту, 28 секунди иза групе коју је одспринтао Арно де Ли. Дан касније возио је Дројвенкурс—Оверајсе класик, који је завршио на 30 мјесту, у групи која је дошла на циљ 14 секунди иза Матиса Лувела. Крајем августа возио је Бретање класик, гдје је на циљ дошла група од 18 возача, у спринту је завршио на 15 мјесту, а побиједио је Ван Арт. Дана 4. септембра, возио је Тур ди Дуб, гдје је побиједио у спринту испред Матјуа Биргодоа, чиме је остварио прву побједу у сезони и трећу у каријери. Сезону је наставио на Тур де Луксембург трци. На првој етапи, његов сувозач Кевин Женије је напао на 3 km до циља, са након што је достигнут, Мадуа је напао на 1,9 km до циља и побиједио је три секунде испред Шурда Бакса, чиме је узео прву лидерску мајицу. Хронометар на четвртој етапи завршио је на десетом мјесту, 39 секунди иза Матијаса Скјелмосеа и са првог пао је на четврто мјесто у генералном пласману, 21 секунду иза Скјелмосеа. На последњој, петој етапи, напао је на 1,3 km до циља, након што је достигнут Феликс Гал који је био у бијегу; пратили су га Скјелмосе, Кевин Вокелен и Женије, а у спринту је побиједио испред Скјелмосеа и завршио је трку на трећем мјесту у генералном пласману, 17 секунди иза Скјелмосеа. Изабран је у састав тима за Свјетско првенство, гдје су поред осталих за Француску возили још Алафилип, Коснефроа, Лапорт и Ромен Барде. Квентин Паше из француског тима је напао на 75 km до циља и одвојила се група од око 30 возача. Евенепул је напао на 32 km до циља, што је у почетку пратио само Алексеј Луценко, а затим је и он отпао. Мадуа је отпао од групе и завршио је на 29 мјесту, два и по минута иза Евенепула.

### 2023.
На почетку 2023. изјавио је да му је циљ да побиједи на класицима. Сезону је почео у Шпанији, на класику Вуелта чиклистика а ла регион де Мурсија, гдје је завршио на четвртом мјесту у спринту на узбрдици, а побиједио је Бен Тарнер. Дан касније завршио је Класика де Алмерија на 81 мјесту, минут и по иза групе у којој је Матео Москети побиједио у спринту. Дана 4. марта возио је Страде Бјанке, гдје је Алберто Бетиол напао на 52 km до циља, што је пратио Андреа Бађиоли, а затим их је достигао Пидкок, који је отишао од њих. Из групе су напали Мадуа, Билбао и Андреас Крон на 38 km до циља, али их је достигла група послије неколико километара. Бенот је напао на 18,5 km до циља и пратила га је група од пет возача у којој је био и Мадуа. Они су смањили заостатак за Пидкоком на седам секунди у последњих десет километара, али је затим Атила Валтер неколико пута нападао, нису хтјели да возе сложно и предност је поново порасла на 30 секунди. Мадуа је напао у последњем километру, на успону до трга Пјаца дел Кампо и завршио је на другом мјесту, 20 секунди иза Пидкока. Два дана касније стартовао је Тирено—Адријатико, који је завршио на 23 мјесту у генералном пласману, четири и по минута иза Роглича.
Дана 24. марта возио је Е3 Саксо банк класик, гдје је Ван дер Пул напао на успону Таленберг, на 80 km до циља, што је пратило пет возача , али Мадуа није могао да прати и завршио је на осмом мјесту, минут и 25 секунди иза Ван Арта који је побиједио у спринту Ван дер Пула и Погачара. Пет дана касније возио је Дварс дор Фландерен, гдје је завршио на 28 мјесту, претпоследњем у спринту групе која је дошла на циљ 15 секунди иза Лапорта. Возио је Ронде ван Фландерен, али се повукао на 164 km до циља, јер је имао стомачних проблема. Сезону је наставио на Париз—Камеберту, гдје је завршио на четвртом мјесту, изгубивши у спринту за треће мјесто од Фредрика Дверснеса, након што су дошли на циљ заједно са Мартеном, а 15 секунди иза Валентена Ферона и Евена Костиуа. На арденским класицима је био лидер тима у одсуству Годуа, који није возио због алергије. На Амстел голд рејсу, Погачар је напао на 90 km до циља и одвојила се група од 15 возача, што Мадуа није пратио. Након што је Погачар поново напао у последњих 50 километара, бројни возачи су отпали, Мадуа је достигао неке и завршио је на 11 мјесту, у групи од девет возача који су дошли на циљ преко три минута иза Погачара, два и по минута иза Бена Хилија, а минут иза групе од три возача у којој је Пидкок побиједио у спринту за треће мјесто. Три дана касније возио је Флеш Валон, гдје је Погачар напао на успону Мур де Иј, на 250 метара до циља, Мадуа је пропадао кроз групу и завршио је на 24 мјесту, 15 секунди иза. Дана 23. априла возио је Лијеж—Бастоњ—Лијеж, гдје је Евенепул напао на 33,6 km до циља, на успону Коте де ла Редут, што је пратио само Пидкок, али је и он отпао након што је Евенепул напао на мањем успону Коте де Форж на 30 km до циља. У другој групи је било пет возача, одакле су напали Сантијаго Буитраго и Хили и достигли су Пидкока, док је Мадуа напао из главне групе и завршио је на петом мјесту, минут и 24 секунде иза Евенепула. Своје резултате је описао као „прилично фрустрирајуће“.
У јуну је возио Критеријум ди Дофине, који је завршио на 42 мјесту у генералном пласману, 46 минута иза Вингегора, Дана 25. јуна, возио је првенство Француске у друмској вожњи, гдје су Пино и Году радили за њега, а затим је напао на 21 km до циља и побиједио је скоро два минута испред сувозача Ридија Молара, чиме је освојио национално првенство по први пут у каријери. Изабран је у тим за Тур де Франс, заједно са Годуом и Пиноом, који је најавио да ће му то бити последњи Тур у каријери. На петој етапи је био у бијегу, а након што је достигнут завршио је у групи са Погачарем и Годуом. На етапи 17 је поново отишао у бијег, али је отпао када су Бен о Конор и Крис Харпер радили на темпо за Гала и Сајмона Јејтса. Достигли су га возачи који су нападали из главне групе и завршио је на 13 мјесту, четири и по минута иза Гала. У бијегу је био и на етапи 20, али је главна група достигла све бјегунце и завршио је преко пет минута иза Погачара који је побиједио у спринту прве петорице возача. Тур је завршио на 20 мјесту у генералном пласману, сат и 14 минута иза Вингегора. У јулу је продужио уговор са тимом до 2026. Почетком августа возио је друмску трку на Свјетском првенству, коју је завршио на 15 мјесту, скоро осам минута иза Ван дер Пула и био је најбоље пласирани француски возач. Сезону је наставио на Реневи туру, гдје је завршио на 34 мјесту у генералном пласману, три и по минута иза Веленса.
Дана 3. новембра возио је Бретање класик, гдје је његов сувозач Стефан Кинг напао на 19 km до циља, Коснефроа је радио на темпо како би га достигао, што су пратили Мадуа, Биргодо, Аранбуру, Ирши, Гросшартнер и Хиндли. Њих је достигла већа група, а затим је Кинг напао поново на 9 km до циља. Мадуа је пратио друге возаче и на 4 km до циља био је у водећој групи, у којој су били још Кинг, Биргодо и Гросшартнер. У последњих 500 метара заостајао је иза водеће тројице, али им се приближио, а затим почео да спринта и побиједио је испред Биргодоа, чиме је освојио први ворлд тур класик. Сезону је наставио на класицима Лаурентијан у Канади, завршивши Гран при сајклисте де Квебек на 32 мјесту, у спринту групе у којем је Арно де Ли побиједио. Два дана касније возио је Гран при сајклисте де Монтреал, гдје је Адам Јејтс напао на успону у посљедњем кругу, што је пратио само Павел Сиваков, који је отпао на 500 метара до циља. Мадуа је радио у групи иза и завршио је на четвртом мјесту, 12 секунди иза Јејтса, а са истим временом као Аранбуру који је напао пред циљ. Крајем септембра возио је Тур де Луксембург, који је завршио на 21 мјесту у генералном пласману, скоро два минута иза Иршија. Сезону је наставио на класицима у Италији, гдје је Копа Берноки 2. октобра завршио на 24 мјесту, у групи која је дошла на циљ минут и по иза Ван Арта. Дан касније је Тре вали Варезине завршио на 25 мјесту, у групи која је дошла на циљ 45 секунди иза Илана ван Вилдера. Сезону је завршио на Ђиро ди Ломбардији, коју је завршио на 27 мјесту, скоро четири минута иза Погачара.

### 2024.
Сезону 2024. је почео у Шпанији, на класику Вуелта чиклистика а ла регион де Мурсија, гдје је завршио на петом мјесту, одспринтавши групу која је дошла на циљ минут и 45 секунди иза О Конора. Дан касније завршио је Класика де Алмерија на 127 мјесту од 131 возача колико их је завршило, три минута и 40 секунди иза главне групе у којој је Олав Кој побиједио у спринту. Три дана касније стартовао је Волта ао Алгарве трку, коју је завршио на 32 мјесту у генералном пласману, десет минута иза Евенепула. Фон—Ардеше је завршио на 39 мјесту, три минута иза Хуана Ајуса, а Дром класик је завршио на 40 мјесту, два минута иза Иршија. Дана 2. марта возио је Страде Бјанке, гдје је Погачар напао на 81 km до циља, што нико није могао да прати. Мадуа није могао да прати ни остале возаче који су нападали и завршио је на 15 мјесту, шест и по минута иза Погачара. Два дана касније стартовао је Тирено—Адријатико, гдје је радио за Романа Грегоара и завршио је на 30 мјесту у генералном пласману, осам минута иза Вингегора, док је Грегоар завршио на 13 мјесту.
Дана 22. марта возио је Е3 саксо класик, који је завршио на 43 мјесту, у великој групи која је дошла на циљ преко четири минута иза Ван дер Пула. Сезону је наставио на Дварс дор Фландерену, гдје је завршио на 13 мјесту, два минута иза Јоргенсена. Четири дана касније возио је Ронде ван Фландерен, гдје је завршио на 14 мјесту, два минута иза Ван дер Пул који је напао на 45 km до циља и остварио соло побједу. Сезону је наставио на Амстел голд рејсу, гдје је на 36 km до циља напао Ричард Карапаз, што је одмах пратио Ван дер Пул, а затим и остали возачи. На 35 km до циља напао је Ирши, што су пратили Мадуа, Молема и Роџер Адрија, а затим су их достигли Пидкок, Маури Вансевенант, Билбао и Бенот. Они су стекли 51 секунду предности на 21 km до циља, а на успону Кауберг више возача је нападало и били су подијељени у неколико група. Пидкок је напао на 5,5 km до циља, што су пратили Ирши, Вансевенант и Бенот, док је Мадуа остао у другој групи. Пред циљ су се групе скоро спојиле, али је у спринту у првој групи побиједио Пидкок, док је Мадуа завршио на шестом мјесту, са истим временом. Три дана касније возио је Флеш Валон, гдје је Стивен Вилијамс напао на успону Мур де Иј, на 200 метара до циља и побиједио је, док је Мадуа завршио на 15 мјесту, 24 секунде иза. На Лијеж—Бастоњ—Лијежу, Погачар је напао на 35 km до циља и остварио соло побједу. Мадуа радио у групи иза и завршио је на седмом мјесту, два минута иза Погачара.
У јуну је возио Критеријум ди Дофине, који је завршио на 42 мјесту у генералном пласману, 49 минута иза Роглича, након чега је првенство Француске у друмској вожњи завршио на шестом мјесту, у групи која је дошла на циљ 34 секунде иза Пола Лапејре. Ушао је у састав тима за Тур де Франс, гдје је био у бијегу на првој етапи и узео је 11 бодова на брдским циљевима, два мање од Јонаса Абрахамсена. На 42  до циља, једини је остао уз возаче тима ДСМ Бардеа и Френка ван ден Брука у бијегу, али је и он отпао послије два километра. Након што га је достигла главна група, отпао је и од ње и завршио је минут и 40 секунди иза. На трећој и четвртој етапи је носио тачкасту мајицу док је био другопласирани у брдској класификацији, јер је Абрахамсен носио зелену мајицу за лидера класификације по поенима.  На четвртој етапи је поново био у бијегу, заједно са сувозачима Годуом и Грегоаром, али су сви бјегунци достигнути на успону Кол ди Галибије, на око 40  до циља, након чега је отпао и завршио је у групи која је дошла на циљ скоро 12 минута иза Погачара. Тачкасту мајицу је носио и на петој етапи, док је био трећепласирани у класификацији, јер је првопласирани Абрахамсен носио зелену мајицу за лидера класификације по поенима, а другопласирани Погачар жуту мајицу за лидера трке. У бијег је отишао на етапи 12, заједно са Пашеом, Абрахамсеном и Ентонијем Тиржисом. Тиржис је први отпао, а на око 40  до циља група је достигла и преосталу тројицу возача, након чега је Мадуа отпао и завршио је 58 секунди иза групе у којој је Бинијам Грмај побиједио у спринту. У бијегу је био поново на етапи 18, одакле је отпао на успону на 61 km до циља, али је касније достигао једну групу возача и завршио је на 27 мјесту, у групи која је дошла 37 секунди иза прве тројице возача, гдје је Кампенартс побиједио у спринту. Тур је завршио на 25 мјесту у генералном пласману, сат и 50 минута иза Погачара.
Изабран је у тим Француске за друмску трку на Олимпијским играма 2024. заједно са Алафилипом, Лапортом и Вокеленом. На 72 km до циља, на успону Коте де Бевре, Евенепул је напао , али је група пратила, након чега је Евенепул напао поново на успону Коте ди Пав де Гарде, на 67 km до циља, што су пратили Јоргенсен и Бетиол, док је Кинг радио на челу групе и достигли су га. Нилс Полит је напао на 57 km до циља, што су пратили Мадуа и још четири возача; Евенепул и Стојвен су предводили групу до њих, али су успорили и они су стекли 25 секунди предности. Њихова предност се повећала на минут, након чега су у групи почели да раде Бенот и Скјелмосе. Евенепул је напао на 38 km до циља, што нико није могао да прати. Брзо је достигао групу у којој је био Мадуа, а која је заостајала 30 секунди иза Хилија и одмах је почео да ради на челу групе. Нико га није мијењао, а на 33 km до циља су достигли Хилија, док су из групе отпала четири возача. Брзо су отпали и остали возачи и на 26 km до циља са њим је остао само Мадуа, који је одбио да изађе на чело и ради, након чега је Евенепул напао на успону на 15 km до циља и отишао од њега. Мадуа је све више заостајао иза Евенепула, а све више му се приближавала група у којој је био лапорт. Он је успио да остане испред до краја и освојио је сребрну медаљу, завршивши на другом мјесту, минут и 11 секунди иза Евенепула, а пет секунди испред групе коју је одспринтао Лапорт. Сезону је наставио на Тур ди Лимузен трци, гдје је био у бијегу на првој етапи, али је достигнут и завршио је у групи; током етапе је узео шест секунди бонификације, захваљујући чему је био на четвртом мјесту у генералном пласману. У наставку су побјеђивали углавном возачи из бијега, Мадуа је сваку етапу завршио у групи и трку је завршио на деветом мјесту у генералном пласману, 33 секунде иза Алекса Бодена. Дана 25. августа возио је Бретање класик, гдје је завршио на 44 мјесту, у великој групи која је дошла на циљ секунду иза Иршија. Три дана касније стартовао је Реневи тур, гдје је последњу, пету етапу, завршио на трећем мјесту, 17 секунди иза Де Лија и трку је завршио на 14 мјесту у генералном пласману, минут и 20 секунди иза Веленса. Дана 13. септембра возио је Гран при сајклисте де Квебек, гдје је Јоргенсон напао је на 10,8 km до циља, стекао је малу предност, али је Алафилип напао на 3,5 km до циља, што је пратио Ван Гилс и достигли су га. Алафилип је одмах напао поново, Ван Гилс га је пратио, након чега је Погачар напао на 2,2 km до циља, а Мадуа је отпао од групе. До краја је група достигла све возаче, у спринту је побиједио Метјуз, док је Мадуа завршио на 36 мјесту, седам секунди иза групе од 35 возача. Два дана касније возио је Гран при сајклисте де Монтреал, гдје је Погачар напао на 23 km до циља, што је покушао да прати Јоргенсон али је брзо отпао и достигла га је група. На 15 km до циља напали су Алафилип и Алекс Аранбуру, што су затим пратили Билбао и Барт Лемен, док је Мадуа отпао и завршио је на 32 мјесту, два минута и 20 секунди иза. Три дана касније стартовао је Тур де Луксембург, гдје је прву етапу завршио на 13 мјесту у спринту, у којем је побиједио Ван дер Пул. До краја трке је губио вријеме и завршио је на 24 мјесту у генералном пласману, скоро три минута иза Антонија Тиберија.

### Стил вожње
Његов тренер у тиму Групама-ФДЈ Давид Хан описао га је као комплетног возача, са ограничењима у спринту и хронометру. Спортски директор тима Групама-ФДЈ — Филип Мадио, назвао га је „4х4“ због његове способности да вози добро на свим профилима. Након Ронде ван Фландерена 2022. изјавио је да фаворизује више фландријске класике у односу на арденске, а као своју слабу тачку навео је позиционирање.

## Приватни живот
Године 2014. започео је студије електротехнике на Институту у Бресту, гдје је имао статус спортисте високог нивоа. Студије је завршио 2021. године.

## Резултати на тркама

### Резултати на гранд тур тркама
| Гранд тур трке  | 2018. | 2019. | 2020. | 2021. | 2022. | 2023. | 2024. |
| --------------- | ----- | ----- | ----- | ----- | ----- | ----- | ----- |
| Ђиро д’Италија  | —     | 13    | —     | —     | —     | —     | —     |
| Тур де Франс    | —     | —     | 27    | 42    | 10    | 20    | 25    |
| Вуелта а Еспања | —     | —     | —     | —     | —     | —     | —     |

### Резултати на главним етапним тркама
| Етапне трке          | 2018. | 2019. | 2020. | 2021. | 2022. | 2023. | 2024. |
| -------------------- | ----- | ----- | ----- | ----- | ----- | ----- | ----- |
| Париз—Ница           | —     | 11    | —     | —     | 51    | —     | —     |
| Тирено—Адријатико    | —     | —     | —     | 55    | —     | 23    | 30    |
| Вуелта а Каталуња    | —     | —     |       | —     | —     | —     | —     |
| Вуелта ал Паис Баско | 33    | 17    | —     | —     | —     | —     |       |
| Тур де Романди       | —     | —     | —     | —     | —     | —     |       |
| Критеријум ди Дофине | —     | —     | 21    | 34    | 45    | 42    | 42    |
| Тур де Свис          | —     | —     |       | —     | —     | —     | —     |

### Резултати на класицима
| Монументални класици           | 2018. | 2019. | 2020. | 2021. | 2022. | 2023. | 2024. |
| ------------------------------ | ----- | ----- | ----- | ----- | ----- | ----- | ----- |
| Милано—Санремо                 | —     | —     | —     | —     | —     | —     | —     |
| Ронде ван Фландерен            | —     | —     | 14    | 39    | 3     |       | 16    |
| Париз—Рубе                     | —     | —     |       | —     | 34    | —     | —     |
| Лијеж—Бастоњ—Лијеж             | 129   | 31    | 25    | 83    | 34    | 5     | 7     |
| Ђиро ди Ломбардија             | —     | 97    | —     | —     | —     | 27    |       |
| Остали класици                 | 2018. | 2019. | 2020. | 2021. | 2022. | 2023. | 2024. |
| Кадел Еванс рејс               | —     | —     | —     | —     | —     | —     | —     |
| Омлоп хет Нијувсблад           | —     | —     | —     | —     | —     | —     | —     |
| Страде Бјанке                  | 20    | —     | —     | 21    | —     | 2     | 15    |
| Класик Бриж—Де Пане            | —     | —     |       | —     | —     | —     | —     |
| Е3 Саксо банк                  | —     | —     |       | —     | 7     | 8     | 43    |
| Гент—Вевелгем                  | —     | —     | —     | —     | —     | —     | —     |
| Дварс дор Фландерен            | —     | —     |       | 117   | 11    | 28    | 13    |
| Амстел голд рејс               | 64    | 8     |       | 27    | 14    | 11    | 6     |
| Флеш Валон                     |       | 40    | 11    | 86    | —     | 24    | 15    |
| Ешборн—Франкфурт               | —     | —     | —     | —     | —     | —     | —     |
| Класика де Сан Себастијан      | —     | 21    | —     | —     | —     | —     | —     |
| Хамбург сајкласик              | —     | 31    | —     | —     | —     | —     | —     |
| Бретање класик                 | 8     | 24    | —     | 8     | 15    | 1     | 44    |
| Гран при сајклисте де Квебек   | 49    | 24    |       |       | —     | 32    | 36    |
| Гран при сајклисте де Монтреал | 12    | 48    | —     | 4     | 32    |       |       |
| Фон—Ардеше класик              | —     | 2     |       | —     | —     | —     | 39    |
| Фон Дром класик                | —     | 2     |       | —     | —     | —     | 40    |
| Трофео Лајгвеља                | —     | —     | —     | 12    | —     | —     | —     |
| Брабантсе пајл                 | —     | —     | —     | 13    | —     | —     | —     |
| Ђиро дел’Емилија               | —     | 55    | —     | —     | —     | —     | —     |
| Копа Берноки                   | —     | —     | —     | —     | —     | 24    | —     |
| Тре вали Варезине              | —     | 55    | —     | —     | —     | —     | —     |
| Милано—Торино                  | —     | 56    | —     | —     | —     | —     | —     |
| Париз—Тур                      | —     | —     | 4     | 22    | —     | —     | —     |
| Гран при ди Морбиан            | —     | —     | —     | 53    | —     | —     | —     |

### Резултати на Олимпијским играма
| Олимпијске игре     | 2020. | 2024. |
| ------------------- | ----- | ----- |
| Друмска трка        | —     | 2     |
| Вожња на хронометар | —     | —     |

### Резултати на Свјетском првенству
| Свјетско првенство у друмској вожњи | 2018. | 2019. | 2020. | 2021. | 2022. | 2023. | 2024. |
| ----------------------------------- | ----- | ----- | ----- | ----- | ----- | ----- | ----- |
| Друмска трка                        | —     | —     | 34    | 13    | 29    | 15    |       |
| Вожња на хронометар                 | —     | —     | —     | —     | —     | —     | —     |

### Резултати на Европском првенству
| Европско првенство у друмској вожњи | 2018. | 2019. | 2020. | 2021. | 2022. | 2023. | 2024. |
| ----------------------------------- | ----- | ----- | ----- | ----- | ----- | ----- | ----- |
| Друмска трка                        | —     | —     | —     |       | —     | —     | —     |
| Вожња на хронометар                 | —     | —     | —     | —     | —     | —     | —     |

### Резултати на националном првенству
| Првенство Француске | 2018. | 2019. | 2020. | 2021. | 2022. | 2023. | 2024. |
| ------------------- | ----- | ----- | ----- | ----- | ----- | ----- | ----- |
| Друмска трка        | 38    | 5     | 8     | 7     | 64    | 1     | 6     |
| Вожња на хронометар | —     | —     | —     | —     | —     | —     | —     |

| — | Није учествовао |
|   | Није завршио    |
|   | Није одржано    |